# Trichochorebus caudiger
Trichochorebus caudiger är en stekelart som beskrevs av Vladimir Ivanovich Tobias 1998. Trichochorebus caudiger ingår i släktet Trichochorebus och familjen bracksteklar. Inga underarter finns listade i Catalogue of Life.